# 天岩戸神社
天岩戸神社（あまのいわとじんじゃ）は、宮崎県西臼杵郡高千穂町にある神社。岩戸川を挟んで東本宮と西本宮がある。旧社格は村社で、神社本庁の別表神社。

## 社名
西本宮が拝する天岩戸に由来する。昭和45年に合併し、現在のごとく天岩戸神社東西両本宮を称すようになったが、それ以前の旧称は西本宮が「天磐戸神社」、東本宮は「氏神社」であった。
東本宮はかつて「天磐戸大神宮」とも呼ばれ、この名は今でも西本宮社務所で授与される神札の銘「天岩戸大神宮」に残り、また地元年配者を中心に通称として用いられている。

## 祭神
- 西本宮　大日孁尊（おおひるめのみこと）＝天照大神の別名。岩戸川対岸の断崖中腹にある「天岩戸」と呼ばれる岩窟（跡）を神体とし、この岩窟は日本神話に登場する天岩屋であると伝える。また、同じく西本宮の御旅所には配祀神である天鈿女命・手力男命・大年神・素盞嗚尊・日子穗穗手見命・豊玉毘売命、菅原道真公の7柱を祀っている。
- 東本宮　天照皇大神（あまてらすすめおおみかみ）＝天照大神の別名で皇祖神であることを示す名。かつてイザナギノミコト・イザナミノミコトを祀っていたとする史料もある[1]。社殿背後の御神水の側には「大神宮」の祠がある。

## 歴史
東西両本宮は元来は独立した別の社であった。ともに皇祖神天照大神を祀るとはいえ、創祀以来皇室や朝廷からではなく、在地住民からの信仰を主としている。

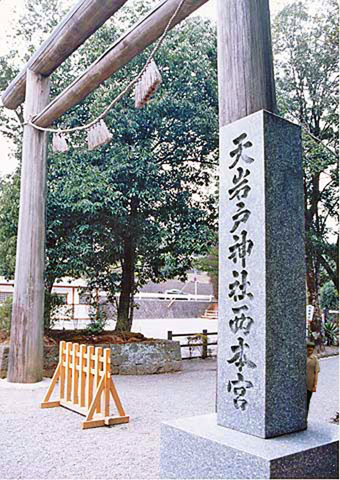
西本宮鳥居

天岩戸神社西本宮は創祀の時代を詳かにしないものの、岩窟（天岩戸）を神体とするのは、古くからの信仰形態を示すものであるとされる。社伝によれば、瓊瓊杵尊が天岩戸の故事を偲び、その古跡に鎮祭したのが起源であり、弘仁3年（812年）に大神惟基によって再興されたが、戦国時代にたびたび焼失したという。元禄4年（1691年）にまとめられた寺社明細記録『高千穂旧記』には「天ノ岩戸」についての記述の中に「拝殿有、四方見通に建たり、前ニ鳥居有」とあるのみで神社としては記載されておらず、簡素な遥拝所としての造りであったと考えられる。その後棟札によると、宝永4年（1707年）に荒廃した社地を整地し、文政4年（1821年）には延岡藩主の援助で社殿を再建したという。 天保8年（1837年）にこの地を訪れた松浦武四郎が紀行文（『西海雑志』）に記した「道の傍に二間に四間の遥拝所あり」がそれを指していると考えられる。天保12年（1841年）にこの地を訪れた豊後の医師賀来飛霞はその紀行文（『南遊日記』）に、「殿アリ扁シテ（扁額に）天磐戸ト書ス」と記している。『日向地誌』でも、明治4年（1871年）に「天磐戸神社」と改称されるまでの旧称は「天磐戸」（神社とは書かれていない）としている。明治6年（1873年）村社に列し、同30年に社殿の造営が行われた。また明治24年に旧岩戸村の村社神楽尾神社、同42年に旧山裏村の杉圍（杉ケ越）神社や旧岩戸村の年神社など、明治以降近在の村社や無格社を合祀している。

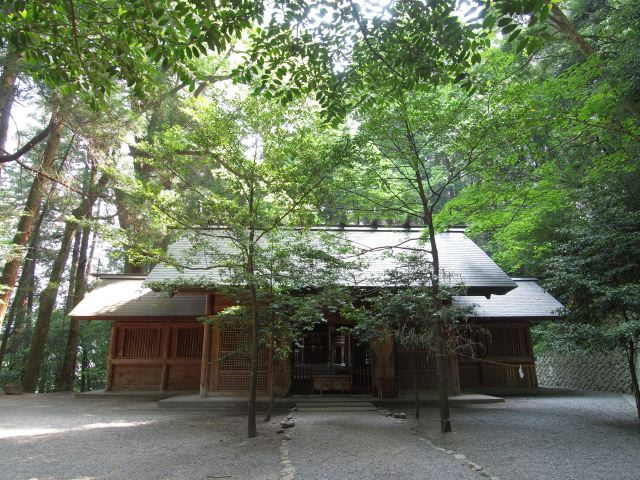
天岩戸神社東本宮

同東本宮も創祀時代不明で、昌泰年間（898-901年）の古記録に、思兼神が天岩戸より出御した天照皇大神に、東本宮の地に造営した社殿への鎮座を願ったのに創まるという。その後の由緒も詳らかにしえないが、前述の元禄4年（1691年）『高千穂旧記』の寺社一覧表の中に「岩社　岩神」（岩神はこの付近の地名）とあり、これが当時の東本宮を指すと考えられる。参道に現存する石灯籠には天保11年（1840年）と刻まれている。前述の賀来飛霞は、たまたま行き当たった秋祭りの様子とともに「土人ニ問ヘバ天磐戸大明神ナリト、石磴（石段）ヲ登リテ、茅檐（かやぶき）ノ祠アリ。祠ノ中ニ二神輿アリ。」などと記している（『南遊日記』）。『日向地誌』によると、明治4年（1871年）に「氏神社」と改称されるまでの旧称は「氏社」であった。明治6年に村社に列した。
両社ともに戦後は神社本庁に所属し、昭和45年に合併、現在は別表神社に指定されている。
現在、社務所は西本宮に置かれ、参拝客の多くが訪れるのも西本宮である。しかしながら歴史的に見た場合、前述の通り西本宮は神社というより天岩戸を拝むための遥拝所としての性格が強かったことは明らかであり、信仰の中心はむしろ天照皇大神を祀って来た東本宮であったと考えられる。

## 神事
- 西本宮祭（5月2・3日） - 春季大祭。初日は午前11時ごろから西本宮にて関係者列席の中、式典が開催される。２日目は午後2時に2基の神輿に東本宮の神霊を遷して神幸式が斎行される。その折には棒術組、神楽組が神輿の前を守る。臼太鼓も伴う。神霊を西本宮の御旅所へ迎え、神楽と棒術を奉納し（臼太鼓は社務所前にて奉納）、終了後同じ神幸の隊列を組み直し、東本宮へもどる。初日の式典の前後や2日目の午前には西本宮の神楽殿で神楽奉納がある。
- 東本宮祭（9月22・23日） -秋季大祭。 秋の稔りを感謝する。式典や御神幸祭の手順は春季大祭とほぼ同じ。かつてはこの祭に合わせ地元住民による五神火祭という恒例行事があり、特に畳１枚を投げてその飛距離を競う「岩戸投げ大会」が名物だった。この行事は2010年以降一旦中断したもの、2015年に「畳投げ大会」として再開された。
- 天岩戸夜神楽三十三番大公開まつり（11月3日） - 国の重要無形民俗文化財・高千穂の夜神楽の中でも、地元岩戸地区で舞われる天岩戸神楽と呼ばれるもの全33番を、本来の「夜通し」ではなく、午前9時30分ごろから夜11時ごろまでかけて奉納する。西本宮斎館にて。
- 夜神楽奉納（11月中旬から12月中旬の週末） -周辺地域の民家や公民館施設で奉納される夜神楽で、高千穂の夜神楽の一部として国の重要無形民俗文化財の指定を受けているが、地元岩戸地区では「岩戸神楽」ないし「天岩戸神楽」と総称されることが多い。岩戸地区内での開催は従来3ヶ所だったが、2011年から1ヶ所復活して4ケ所となった。11月中旬から12月中旬の週末に各地区ごとに順次行われる。日程等の詳細は毎年高千穂町役場より告知される。

## 社殿
- 東本宮本殿は桁行3間梁間2間の神明造で、昭和31年造営。
- 西本宮は本殿を持たない特有の造りで、昭和61年造営。その拝殿左脇に配祀神を祀る切妻造妻入の御旅所がある。なお、明治時代造営の旧社殿の一部は、現在その隣の神楽殿として移築保存されている。

## 文化財
- 天岩戸神社石灯籠 - 町指定有形文化財（美術工芸品）。平成2年3月14日指定
- 天岩戸神社出土品 - 同上
- 古代イチョウ - 町指定天然記念物。昭和44年3月19日指定

## 境内

### 西本宮
- 天岩戸遥拝 -西本宮が祭る天岩戸は拝殿の背後に隠れて通常は直接見ることはできない。社務所に申込むと、お祓いを受けたうえ神職の案内付きで拝殿の背後にある遥拝所に通してもらい、ここから直接拝むことができる。写真等の撮影は禁止されている。ただし、ここからも天岩戸が明確に目視できる状態ではなく、その崩れた跡の一部が拝めるという。 天保8年（1837年）にこの地を訪れた松浦武四郎はその紀行文（『西海雑志』[2]）で「洞口はさだかに見定めがたし」としているほか、それまでに天岩戸を崖上から降りて探ろうとした人物が少なくとも2名おり、いずれも帰らぬ人となったことを記している。
- 注連縄 - 御神体「天岩戸」へ注連縄を張ることは長年悲願とされており、2020年12月18日に創建以来初めて注連縄が張られた[4]。
- 七本杉 -天岩戸の崖上の社有地に江戸時代に植えられ、根元がつながった状態であるとされる七本の杉の御神木。現在この付近の森は禁足地（立入禁止）となっているが、2014年8月に東本宮裏から七本杉近くまで伸びる遊歩道が完成し、間近で見る事が出来るようになった。この他、対岸の商店街や天岩戸遥拝所から見る事が出来る。
- 所在地住所について -所在地の項にある住所（高千穂町大字岩戸1073-1）は西本宮にある社務所の正式な住所であるが、同神社発行の資料などではもっぱら「高千穂町天岩戸1073-1」の表現が用いられている。

### 東本宮
- 御神水 -東本宮の社殿の裏に、杉の御神木の根元から湧き出す泉がある（飲用可）。側に小さな社があり、「大神宮」と彫られた石が祭られている。
- 御神木 -東本宮では前述の通りスギ、西本宮では社殿の前に立つオガタマノキ（招霊木）の大木を御神木としている。オガタマノキはその実の形が神楽鈴の原型とも言われ、高千穂町の木でもある。西本宮授与所（お守り等を販売してるところ）ではオガタマノキの苗木も授与している。

## 周辺の神話史跡等

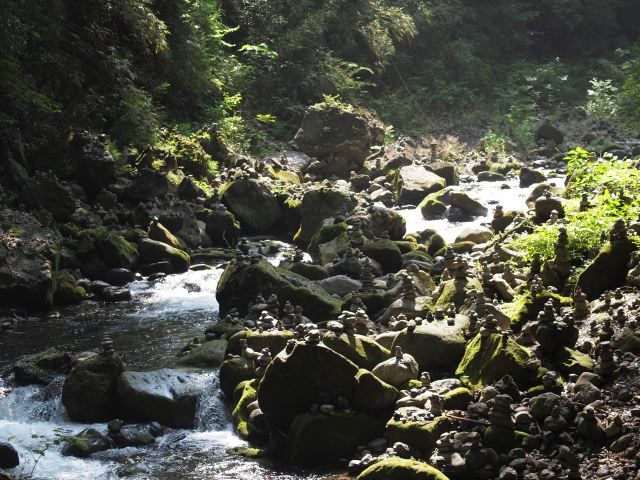
天安河原

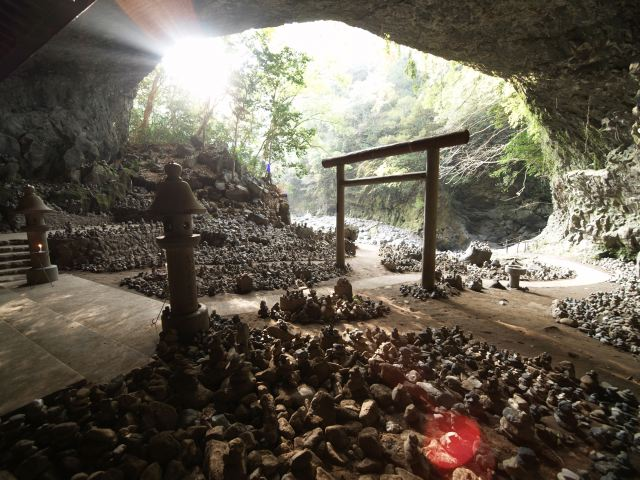
仰慕ケ窟

- 天安河原（あまのやすかわら） - 西本宮から岩戸川を500mほど遡った所にある河原で、日本神話に登場する岩戸隠れの際に八百万の神々が集まって相談した場所であると伝えられている。河原の中央部にある仰慕窟（ぎょうぼがいわや）と呼ばれる洞窟には天安河原宮があり、思兼神を主祭神として八百萬神が祀られている。現在、この付近では「願いを込めて小石を積むと願いが叶う」として多数の石積みがみられる。戦前の写真に石積みが見当たらないことなどから、戦後に参拝客（観光客）たちの間で自然発生的に生まれた風習であると考えられる。天岩戸神社授与所にて御朱印の授与が行われている。

- 天の浮橋（あまのうきはし） -日本神話で国産みなどの場面に登場する橋の名であるが、古くは『高千穂旧記』（元禄4年・1691年）[2]に「笹ノ戸橋（東西両宮の間の岩戸川に当時かかっていた小橋）より一丁程下モ也、晴天の時ハ自然自然と橋の影うつる」とあり、また松浦武四郎の記述（天保8年・1837年、『西海雑志』[2]）にも「水面をはなれて一筋の虹の如く石とも木ともわからねども橋の如くなるものあり」と不思議な表現で登場する。一方『日向地誌』[1]には、両岸から突出した岩の上下を水が流れておりそのため岩が浮かんでいるように見えた様子がかなり具体的に記されている。現在の岩戸橋の下流の水面下に見える右岸から突出した岩盤がその一部である[5][6]ものの、現地に案内板等は設置されていない。

- 神楽尾（かくらお／かぐらお） -天岩戸神社の北西400mほどの位置にあり天岩戸神社一帯を見下ろす小さな尾根の名称であり、付近の集落名でもある。岩戸隠れの際、天鈿女命が神楽を舞った地とも伝わり、現在神楽発祥の地として記念碑・パネルなどが建っている。

- 天香具山（あまのかぐやま） -日本神話で岩戸隠れの場面などに登場する山の名だが、地元では天岩戸神社の南西1200mほどの位置にある山を指してこう呼んでいる。高千穂町でも中心部（三田井地区）の住民が同名で呼ぶ山（国土地理院発行の地形図に「天香山」として記載あり）とは別の峰である。

- 天岩戸五社 -高千穂町岩戸および上岩戸の地区内で地元の氏神として信仰されている代表的な五社。天岩戸神社の他、落立（おちだち）神社（岩戸立宿）、鉾（ほこ）神社（上岩戸日向）、二嶽（ふたつだけ）神社（上岩戸日出）、石神（いしがみ）神社（岩戸野方野）を指している。天岩戸神社以外には神職の常駐が無く、神札や御朱印の授与、神事の執行などは天岩戸神社社務所が行っている。

## 交通
- 西本宮へは宮崎交通高千穂バスセンターから、町営ふれあいバスの岩戸方面行き（岩戸線または日出線）で岩戸バス停で下車（約15分）。東本宮は西本宮から正面の商店街を抜けて徒歩5分ほど。天安河原へは西本宮裏門から徒歩15分ほど（参道入口からは車両進入不可）。
- かつて当神社や高千穂峡など町内の主要観光地を巡る定期観光バス（宮崎交通）が存在したが、現在は廃止されている。
- 駐車場（無料）は東西本宮にそれぞれあるものの、近年スピリチュアルブームで参拝客が急増したため、連休時などに周辺道路での大渋滞・駐車場不足の問題が発生した。この対策として同神社では混雑期のみ、付近の他の施設の駐車場と神社を結ぶシャトルバスを運行している。